# 궤도 극

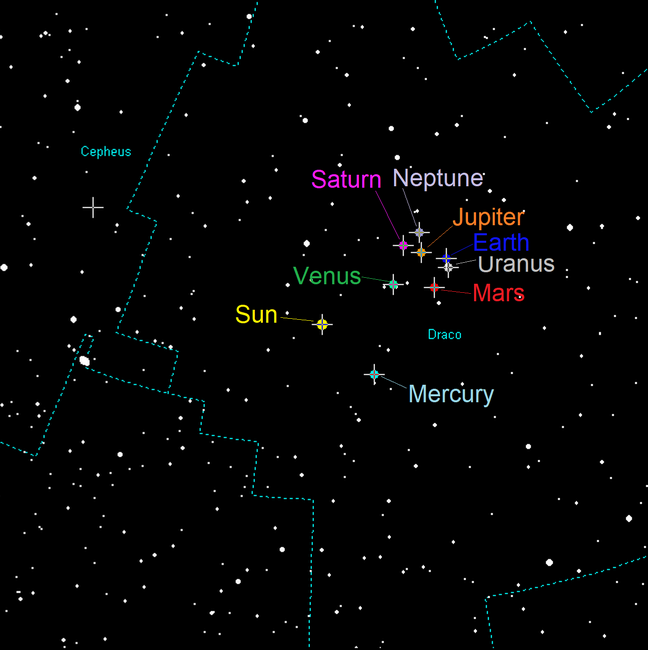
태양계 내 주요 행성의 궤도 북극은 모두 용자리 안에 있다. 중앙의 노란 점은 태양의 자전축 북극이다. 목성의 궤도 북극은 주황색, 수성은 옅은 파란색, 금성은 녹색, 지구는 파란색, 화성은 빨간색, 토성은 자홍색, 천왕성은 회색, 해왕성은 라벤더색으로 표시했다. 왜행성인 명왕성의 궤도 극은 세페우스자리에 점이 없는 십자 모양으로 표시했다.

궤도 극(Orbital pole)은 궤도 수선(orbital normal)의 양쪽 끝 지점으로, 궤도의 초점을 통과하고 궤도면에 수직인 가상의 선분을 말한다. 천구에 투영된 궤도 극은 천구의 극과 개념이 유사하지만, 천체의 적도 대신 궤도를 기반으로 한다는 점이 다르다.
물체의 북쪽 궤도 극(북극)은 오른손 법칙으로 정의된다. 오른손 손가락을 궤도 운동 방향으로 구부리고 엄지손가락을 궤도 자전축과 평행하게 펴면 엄지손가락이 가리키는 방향이 궤도 북극으로 정의된다.
지구의 궤도 극은 황도 극(ecliptic poles)이라고 한다. 나머지 행성의 황도 좌표에서의 궤도 극은 승교점 경도 (☊)와 궤도 경사 (i)로 주어진다. ℓ = ☊ − 90° , b = 90° − i . 다음 표는 천체 좌표와 지구의 황도 좌표로 구한 행성 궤도 극이다.
| 천체   | ☊        | i       | Ecl.Lon. | Ecl.Lat. | RA (α)        | Dec (δ)         |
| ------ | -------- | ------- | -------- | -------- | ------------- | --------------- |
| 수성   | 48.331°  | 7.005°  | 318.331° | 82.995°  | 18h 43m 57.1s | +61° 26′ 52″    |
| 금성   | 76.678°  | 3.395°  | 346.678° | 86.605°  | 18h 32m 01.8s | +65° 34′ 01″    |
| 지구   | 140°     | 0.0001° | 50°      | 89.9999° | 18h 00m 00.0s | +66° 33′ 38.84″ |
| 화성   | 49.562°  | 1.850°  | 319.562° | 88.150°  | 18h 13m 29.7s | +65° 19′ 22″    |
| 세레스 | 80.494°  | 10.583° | 350.494° | 79.417°  | 19h 33m 33.1s | +62° 50′ 57″    |
| 목성   | 100.492° | 1.305°  | 10.492°  | 88.695°  | 18h 13m 00.8s | +66° 45′ 53″    |
| 토성   | 113.643° | 2.485°  | 23.643°  | 87.515°  | 18h 23m 46.8s | +67° 26′ 55″    |
| 천왕성 | 73.989°  | 0.773°  | 343.989° | 89.227°  | 18h 07m 24.1s | +66° 20′ 12″    |
| 해왕성 | 131.794° | 1.768°  | 41.794°  | 88.232°  | 18h 13m 54.1s | +67° 42′ 08″    |
| 명왕성 | 110.287° | 17.151° | 20.287°  | 72.849°  | 20h 56m 3.7s  | +66° 32′ 31″    |

인공위성이 다른 큰 천체에 가까이 궤도를 돌 때, 궤도 극 근처 영역에서만 지속적인 관측을 유지할 수 있다. 허블 우주망원경의 연속 관측 구역(CVZ)은 허블 궤도 극에서 약 24° 이내에 있으며, 이 극은 56일마다 지구의 자전축 주위로 세차 운동한다.

## 황도 극
황도는 지구가 태양을 궤도를 도는 면을 뜻한다. 황도 극(Ecliptic pole)은 황도에 수직인 가상의 선인 황도축이 천구와 교차하는 두 지점이다.
아래는 두 황도 극의 위치를 보여준다.
| 북황도극은 용자리에 있다. | 남황도극은 황새치자리에 있다. |

자전축의 세차운동으로 인해 어느 천구의 극이든 25,800년마다 더 가까운 황도 극 주위로 원을 그리며 움직인다.
2000년 1월 1일 기준, 지구의 자전축 기울기을 반영해 적도좌표계로 표현한 황도 극의 위치는 다음과 같다.
- 북쪽: 적경 18h 0m 0.0s (참값), 적위 +66° 33′ 38.55″
- 남쪽: 적경 6h 0m 0.0s (참값), 적위 -66° 33′ 38.55″

북황도극은 고양이 눈 성운 근처에 있으며, 남황도극은 대마젤란 은하 근처에 있다.
지구상의 어느 곳에서도 밤하늘에서 황도 극이 천정에 있을 수는 없다. 정의에 따르면 황도 극은 태양의 위치에서 90° 떨어진 곳에 있다. 따라서 어느 황도 극이 직접적으로 머리 위에 있을 때마다 태양은 지평선에 있어야 한다. 황도 극은 북극권과 남극권 내에서만 천정에 접할 수 있다.
북황도극의 은하 좌표는 ℓ = 96.38°, b = 29.81° 로 계산할 수 있다. (천구좌표계 참조)

## 같이 보기
- 천구의 극
- 불변면
- 극축정렬
- 극성
- 천체 극 목록